# Museu Nacional d'Art Romà
El Museu Nacional d'Art Romà de Mèrida (MNAR) va ser inaugurat el 19 de setembre de 1986 en el seu emplaçament actual, obra de l'arquitecte Rafael Moneo.
Es tracta d'un centre investigador i difusor de la cultura romana on, a més d'acollir les troballes arqueològiques de l'antiga ciutat romana Augusta Emèrita, se celebren congressos, col·loquis, conferències, cursos, exposicions i moltes altres activitats d'àmbit nacional i internacional. És un dels edificis Patrimoni de la Humanitat de la UNESCO, formant part del «Conjunt arqueològic de Mèrida», en concret amb el codi identificador 664-017.

## Història

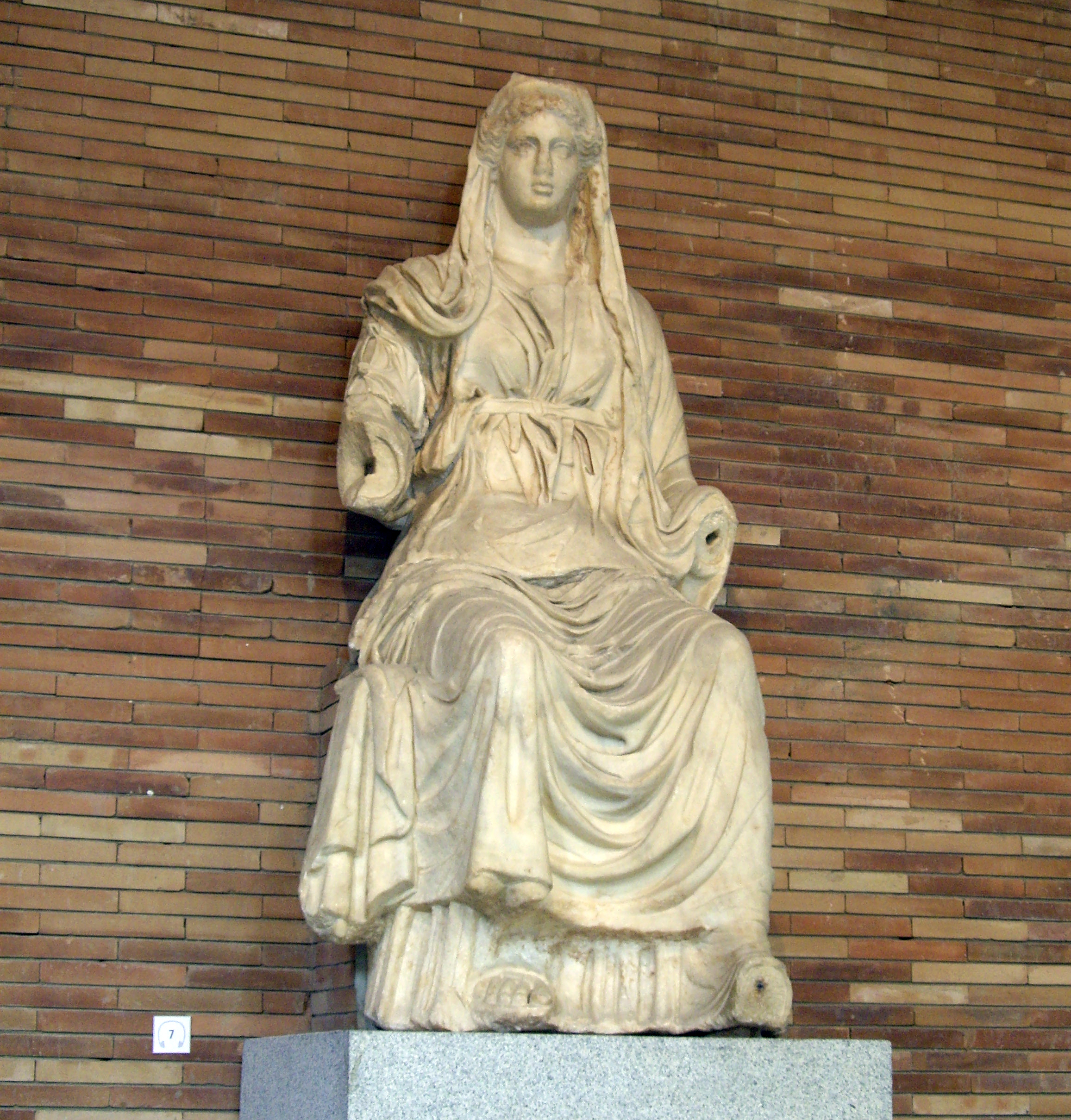
Deessa Ceres sedent segle, Museu Nacional d'Art Romà de Mèrida.

Els precedents del Museu Nacional d'Art Romà es remunten al segle xvi, quan Fernando de Vera i Vargas, Tello i Serra Brava, va començar a formar una important col·lecció epigràfica en el seu palau. El seu fill, el comte de la Roca, la va mantenir i va augmentar, col·locant algunes peces en la façana de l'edifici, que va ser derrocat a la fi del segle xix. En el segle xviii assistirem a la creació de dues col·leccions de peces arqueològiques, una en l'alcassaba de Mèrida i una altra en el convent de Jesús de Natzaret (actual Parador Nacional). Des de llavors, arran de diverses excavacions, així com de moltes troballes fortuïtes, les col·leccions abans esmentades s'incrementaran notablement.
En 1838, a conseqüència de la Desamortització, l'Estat va decidir cedir l'església de Santa Clara (on actualment es troba el Museu Visigot), a fi que en aquest edifici s'instal·lessin les peces arqueològiques emeritenses. El primer inventari, realitzat en 1910, va reflectir l'existència d'un total de 557 objectes.
En aquest mateix any, sota la direcció del catedràtic d'Arqueologia de la Universitat de Madrid, José Ramón Mélida i de l'erudit local Maximiliano Macías, es van iniciar les primeres recerques arqueològiques amb una metodologia més o menys científica en diversos punts de la ciutat: teatre, amfiteatre, circ, necròpoli... gràcies a les quals, quan en 1929 Mélida i Macías donen al poc més que sumptuós magatzem un format museogràfic, els fons aconseguien les 3000 peces.
Després de la Guerra Civil espanyola es van reprendre les excavacions a la ciutat, que, de forma bastant regular, es van seguir realitzant sistemàticament. Sent conscients les autoritats que l'antiga església de Santa Clara no tenia espai suficient per albergar els nous descobriments, i amb el decidit impuls del llavors director del Museu José Álvarez y Sáenz de Buruaga, es va començar a pensar en la creació d'un nou edifici per mostrar i emmagatzemar millor l'arqueologia emeritense, fins que per fi en 1975, amb motiu del bimil·lenari de la ciutat, es decideix la creació del Museu Nacional d'Art Romà (per Reial Decret de 7 de juliol), el primer que, fora de Madrid, va tenir el rang de nacional.
Pocs anys més tard, en 1979 el projecte de l'edifici va ser encarregat a l'arquitecte Rafael Moneo Vallés qui ho va dur a terme entre 1980 i 1986, sent inaugurat el 19 de setembre de 1986 pels reis d'Espanya, en presència del president de la República d'Itàlia, Francesco Cossiga, com una forma simbòlica de renovar els antics vincles. Actualment el museu alberga més de 36 000 peces, i acaba de festejar en 2011 el seu XXV aniversari, havent rebut en aquest temps uns cinc milions de visitants, i actuat com el motor de la transformació radical del turisme de Mèrida.

## Arquitectura

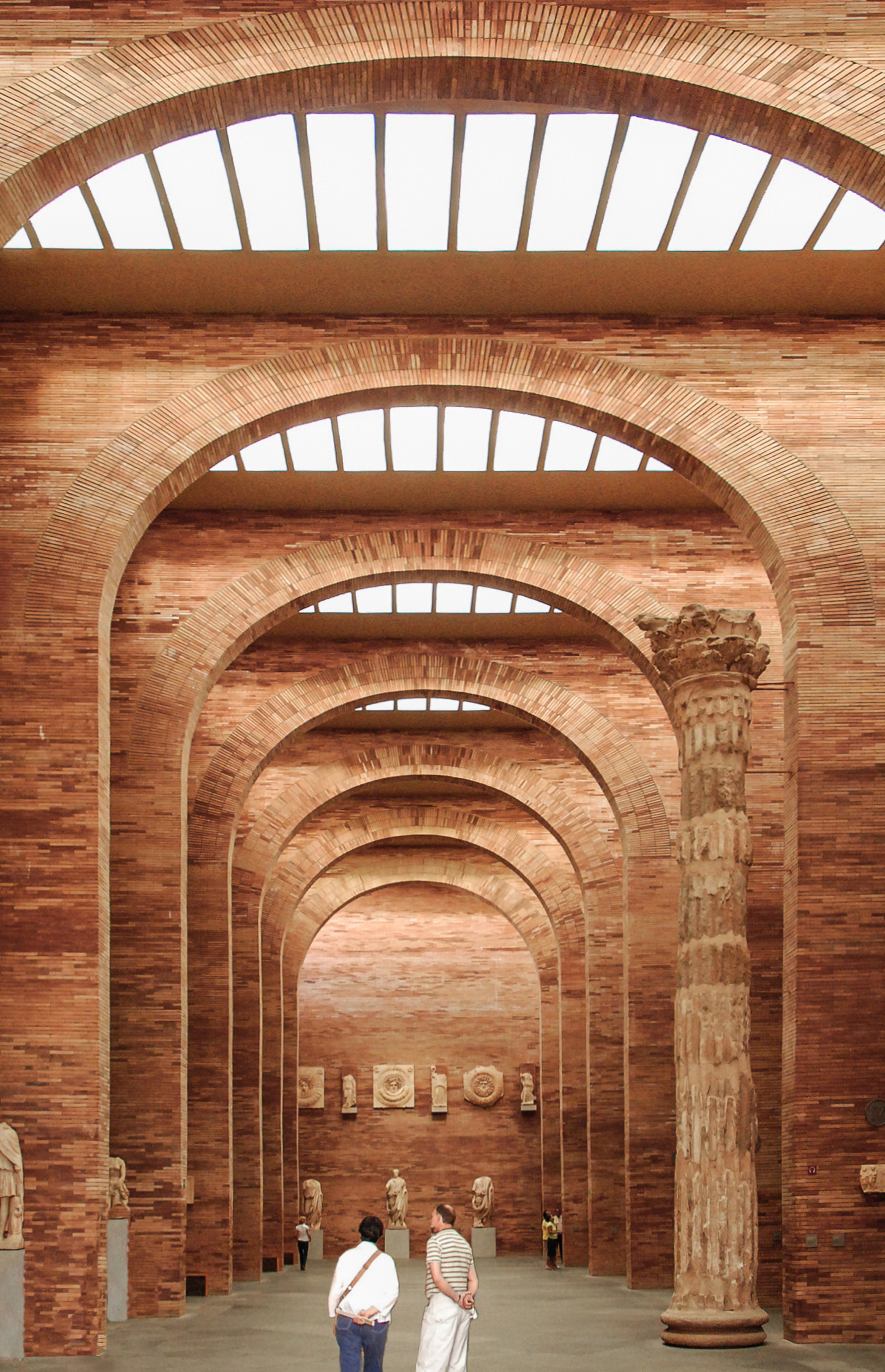
Sala central.

L'edifici, projectat per Moneo a partir de la tardor de 1979, i construït entre 1980 i 1986, va atreure ràpidament el reconeixement internacional, no només com una de les primeres obres mestres de l'arquitecte navarrès, i la primera seva coneguda i benvolguda a l'estranger, sinó també com l'obra que va marcar el principi d'un període fructífer de la producció arquitectònica espanyola, que va passar a captar l'atenció d'arquitectes i crítics de tot el món. El principal objectiu de l'arquitecte en aquest projecte va ser que el museu tingués el caràcter i la presència d'un edifici romà. Tota l'arquitectura es troba fortament lligada, en la seva materialitat, al contingut que exposa i a la cultura que referencia. Encara que en una primera visió del museu això pot semblar un objectiu senzill, no obstant això, més enllà d'aquesta aparent simplicitat de l'esquema constructiu, es troba una complexa concepció arquitectònica, rica en associacions històriques i amb subtils articulacions espacials. El complex consisteix en dos volums connectats per un pont, amb un interior a força d'arcs, diafragmes i il·luminació central. Va ser dedicat per Moneo a la memòria del seu pare, qui va morir durant els treballs.
L'edifici ha estat de vegades objecte de crítiques des del punt de vista museogràfic, a causa que l'envergadura del continent, especialment la de l'enorme nau central gairebé buida, la seva alçada i la seva forta personalitat arquitectònica, semblen fer perdre grandària i importància a les belles peces del contingut, exposades en ambdues naus laterals. L'espai central és de vegades utilitzat per algunes de les freqüents exposicions temporals.
Per a l'any 2012 va estar projectat realitzar una petita ampliació del museu (un 5% del total del solar, aproximadament), que va portar també la signatura i empremta del prestigiós arquitecte.

## Activitats paral·leles
L'MNAR, sota la direcció de l'arqueòleg José M. Álvarez Martínez, manté una constant i acurada programació quadrimestral d'activitats de molt diversos tipus i dirigides a diferents públics, entre les quals destaquen conferències, seminaris, congressos, exposicions, premis, tallers infantils, excursions, vetllades musicals i poètiques, o les tradicionals visites guiades, a més d'un molt actiu servei de publicacions amb la seva revista pròpia (Anas) i diverses sèries temàtiques. Està molt integrat en el teixit social de la ciutat.
Pot dir-se a més que és un centre capdavanter en la recerca arqueològica del món romà i visigot, com també en la seva difusió, i el millor relacionat internacionalment. Compta amb el mecenatge de diferents empreses i institucions, a més del de l'Associació d'Amics del Museu.

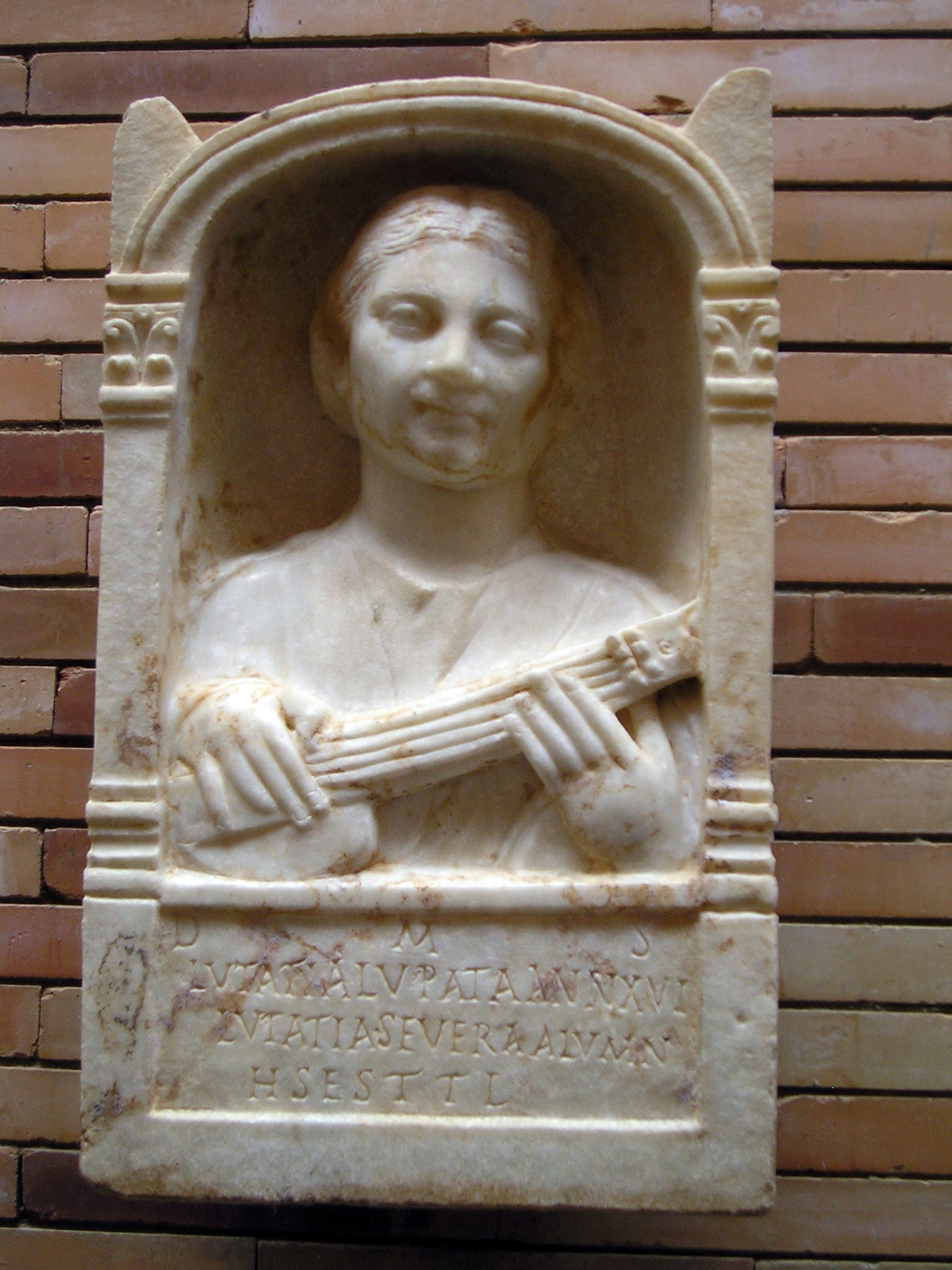
Estela funerària de Lutatia Lupata procedent de la necròpolis d'Emèrita Augusta.
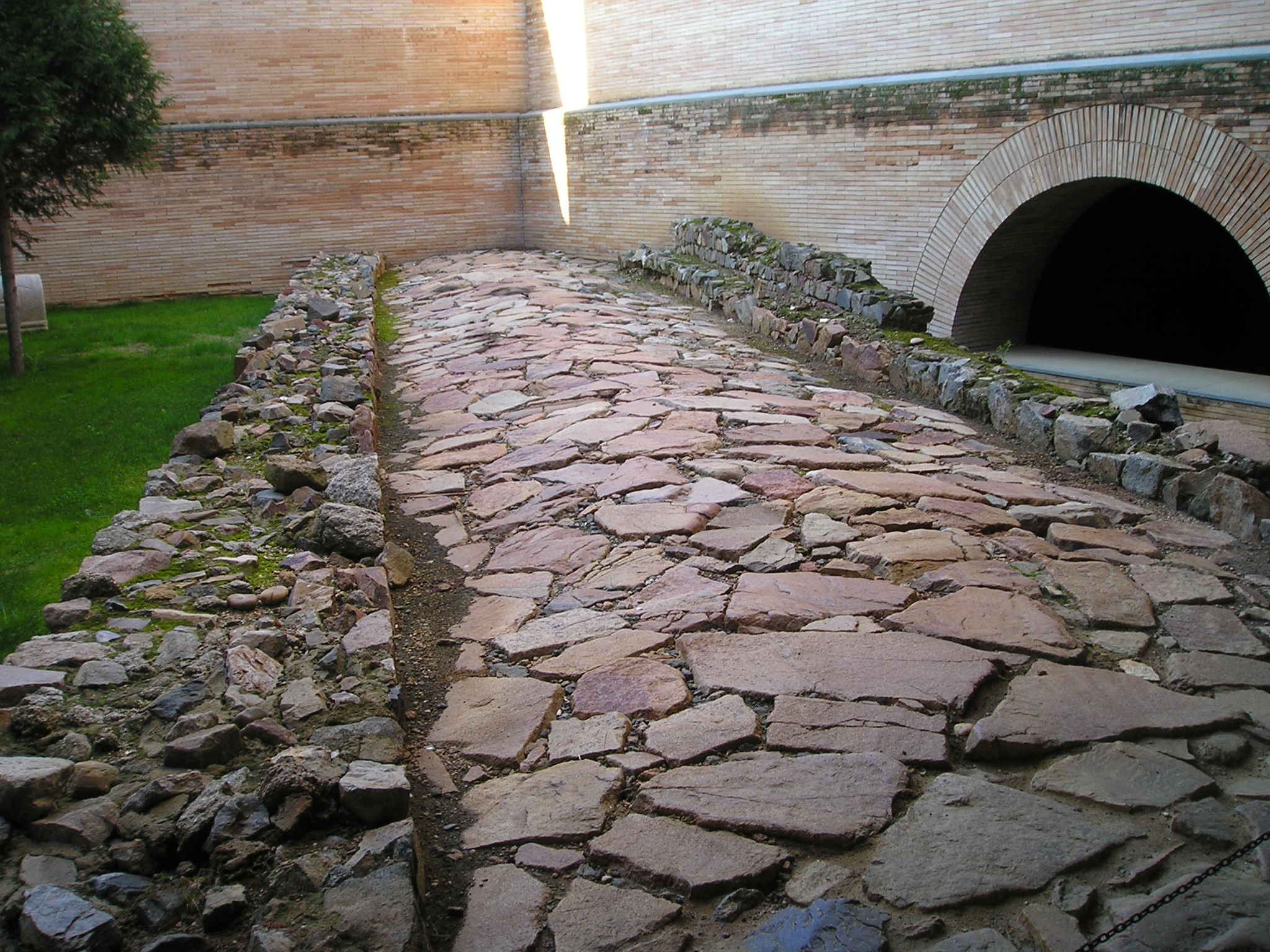
Calçada romana, trobada en el solar que ocupa el museu.
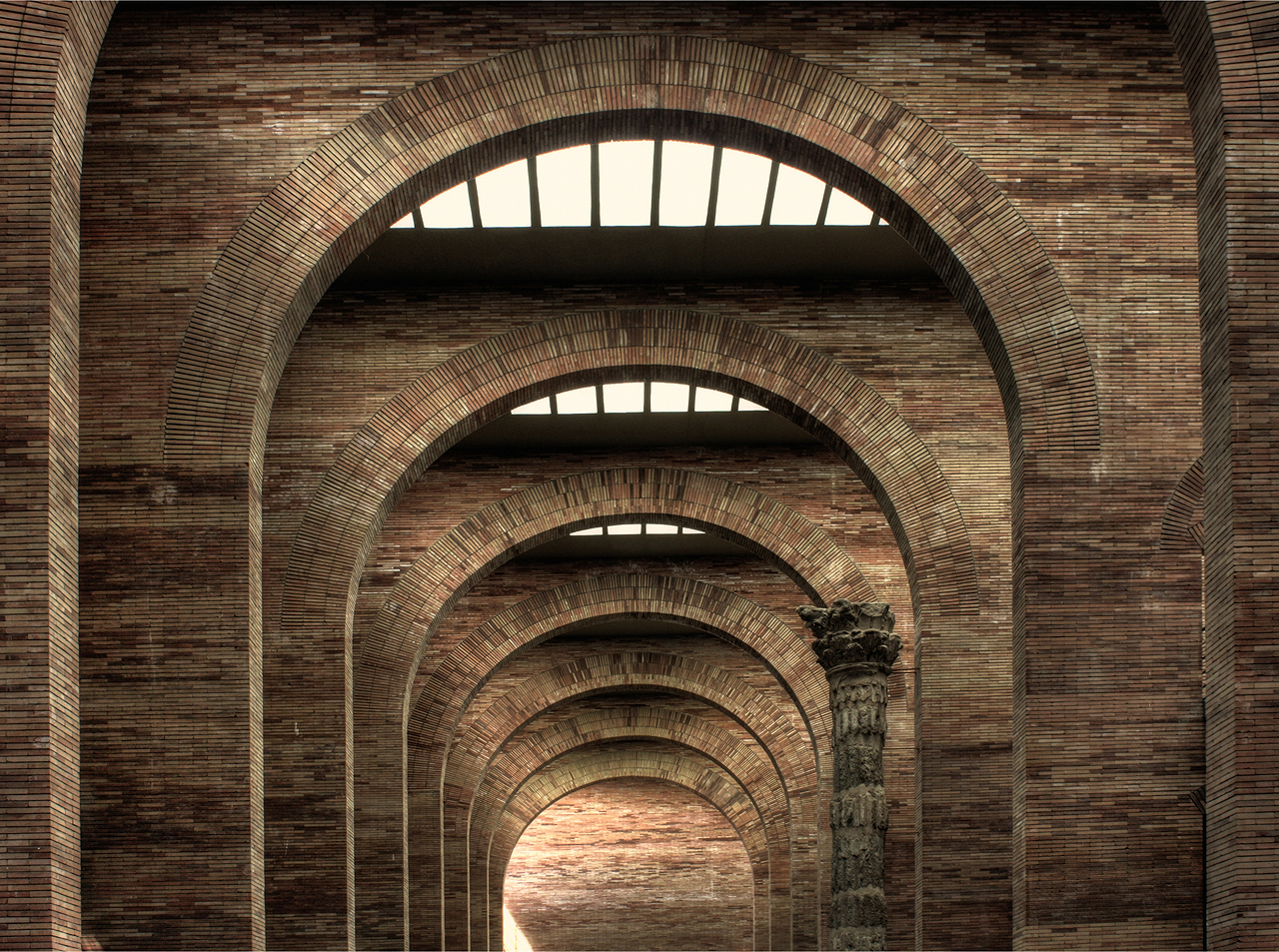
Els arcs de mig punt de la sala central.
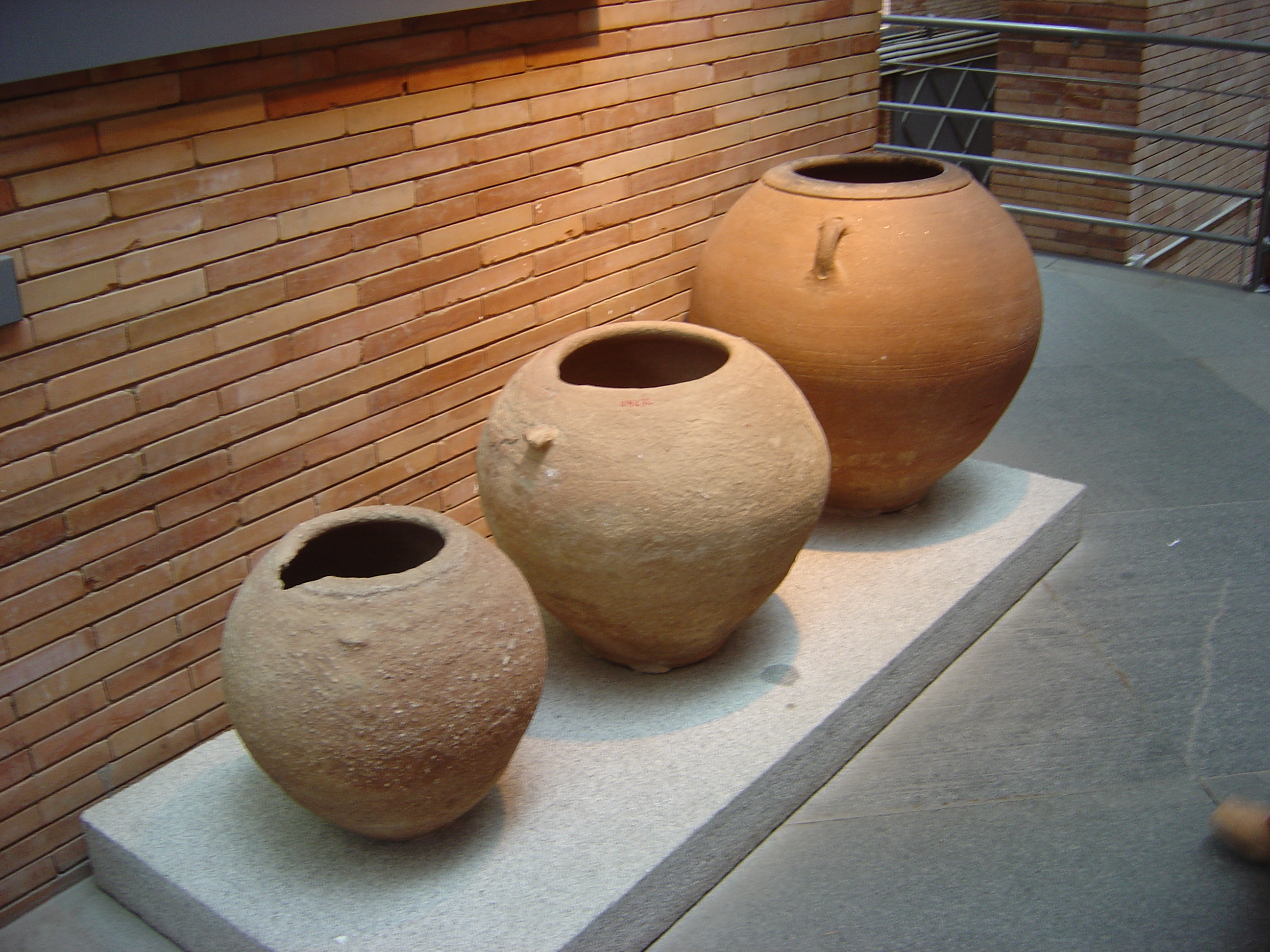
Dolies romanes.
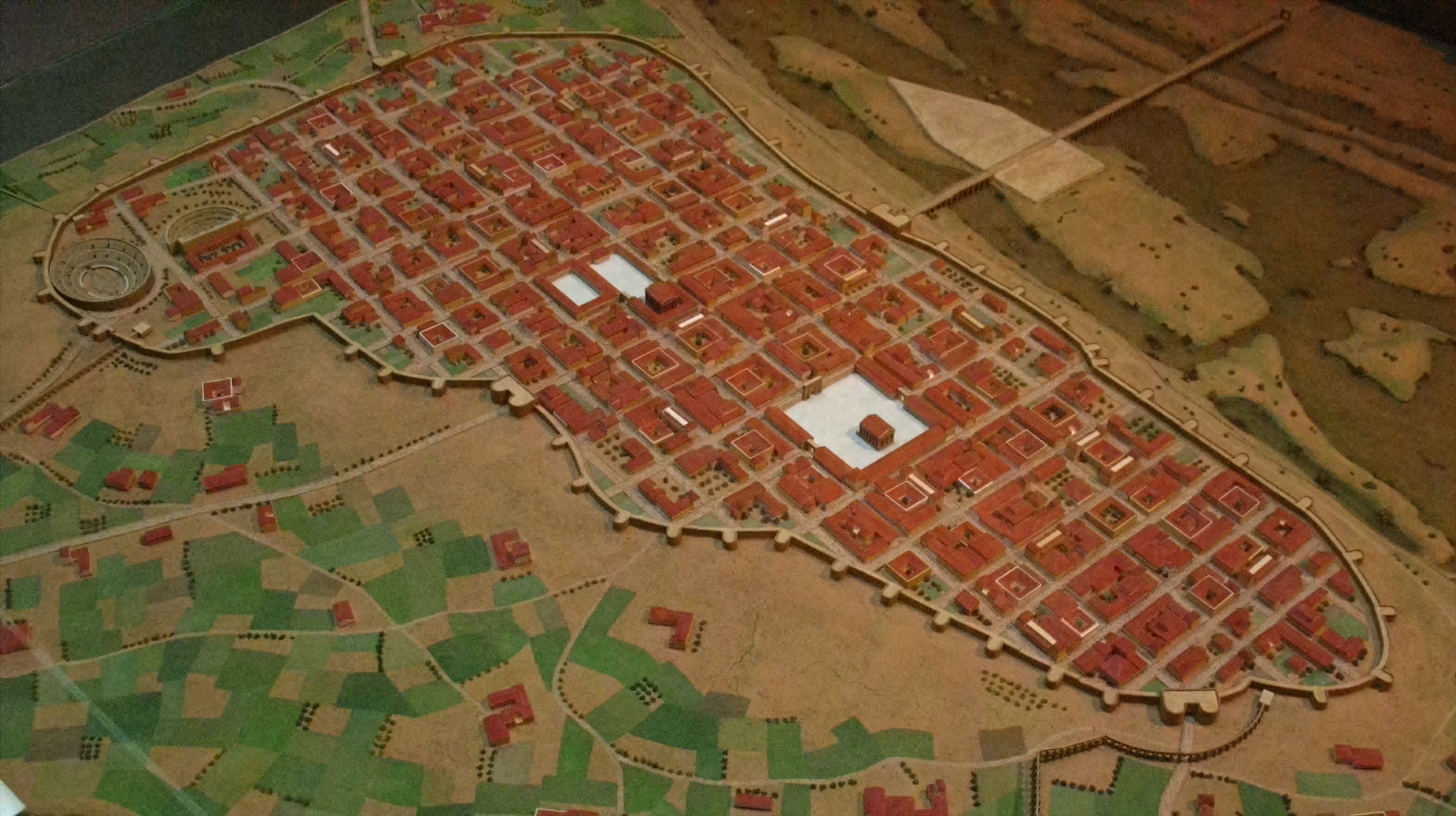
Maqueta d'Emèrita Augusta.
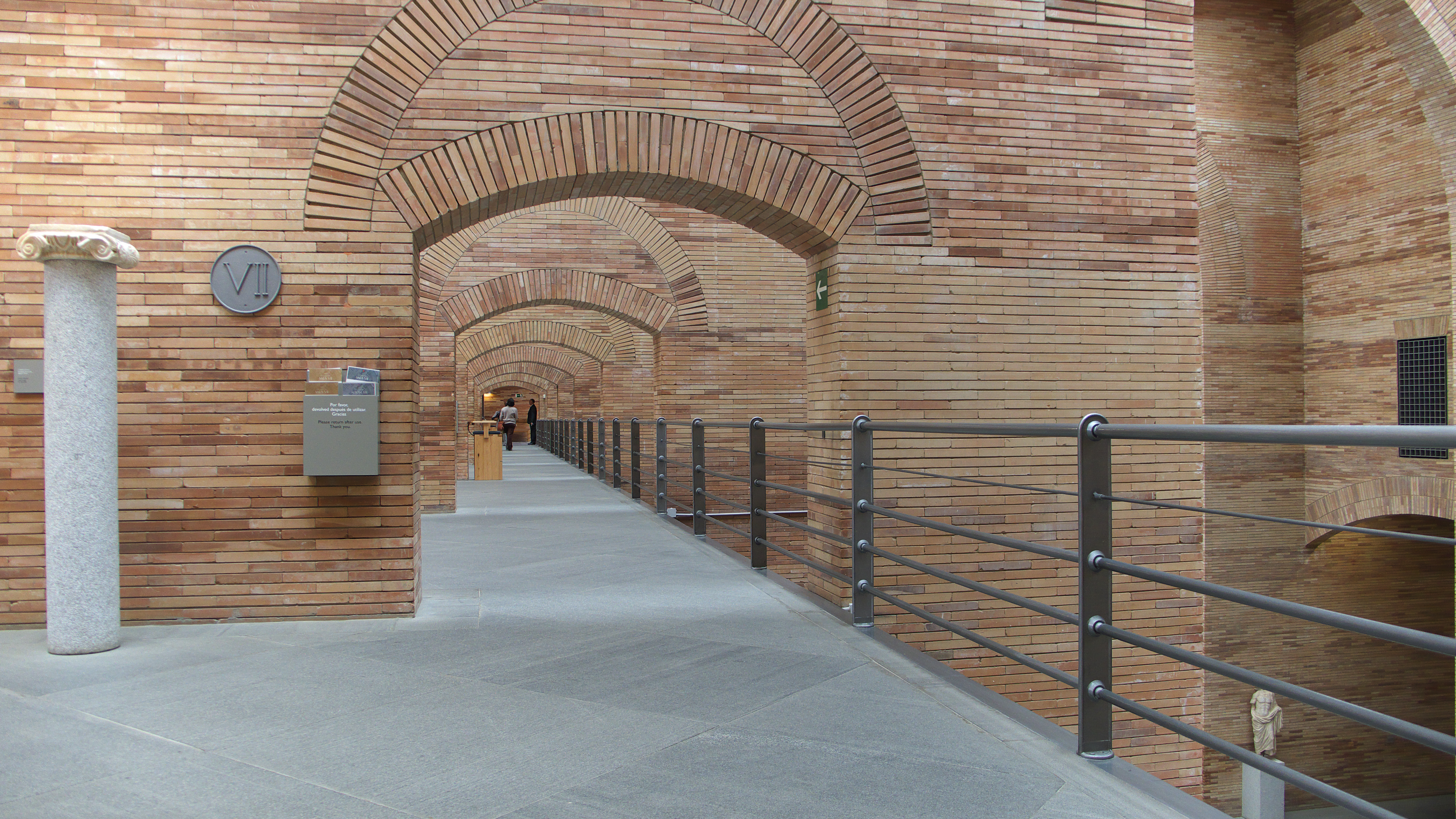
Passadís dels pisos superiors.
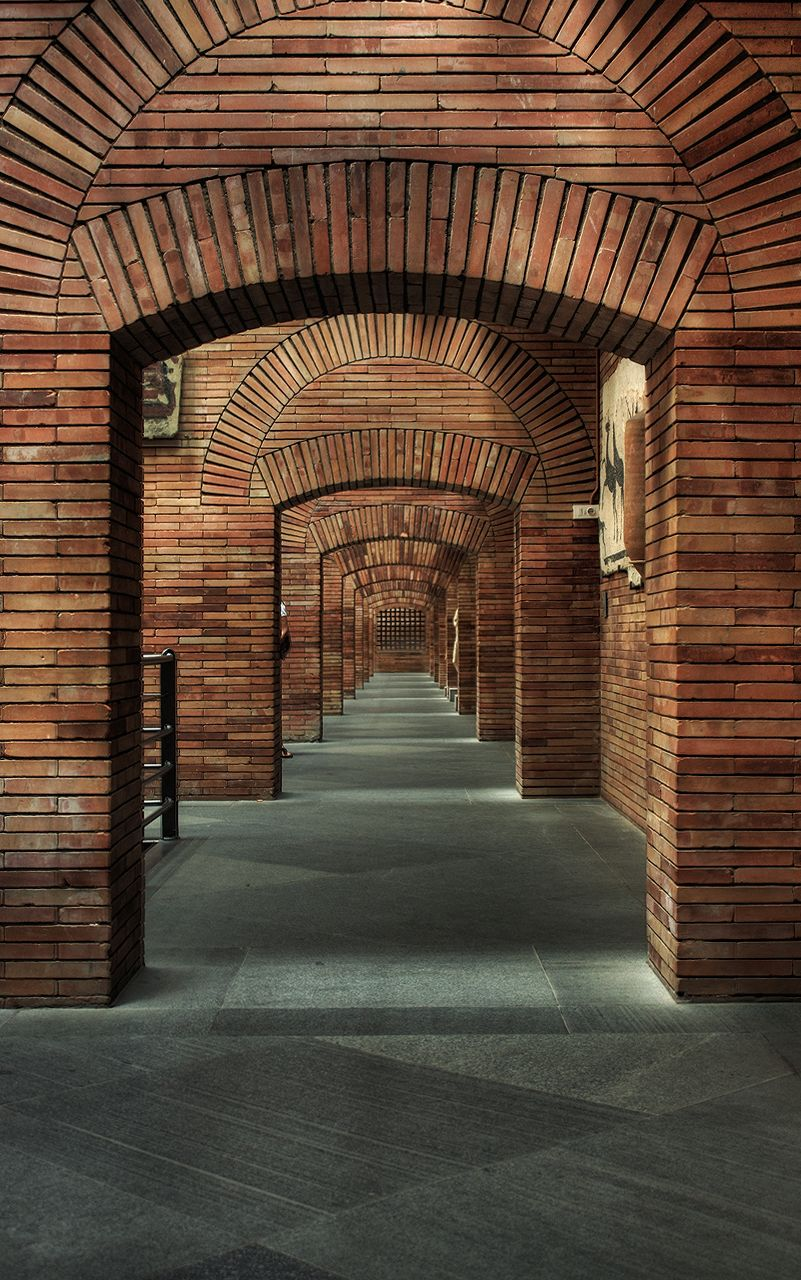
Arqueries dels pisos superiors.
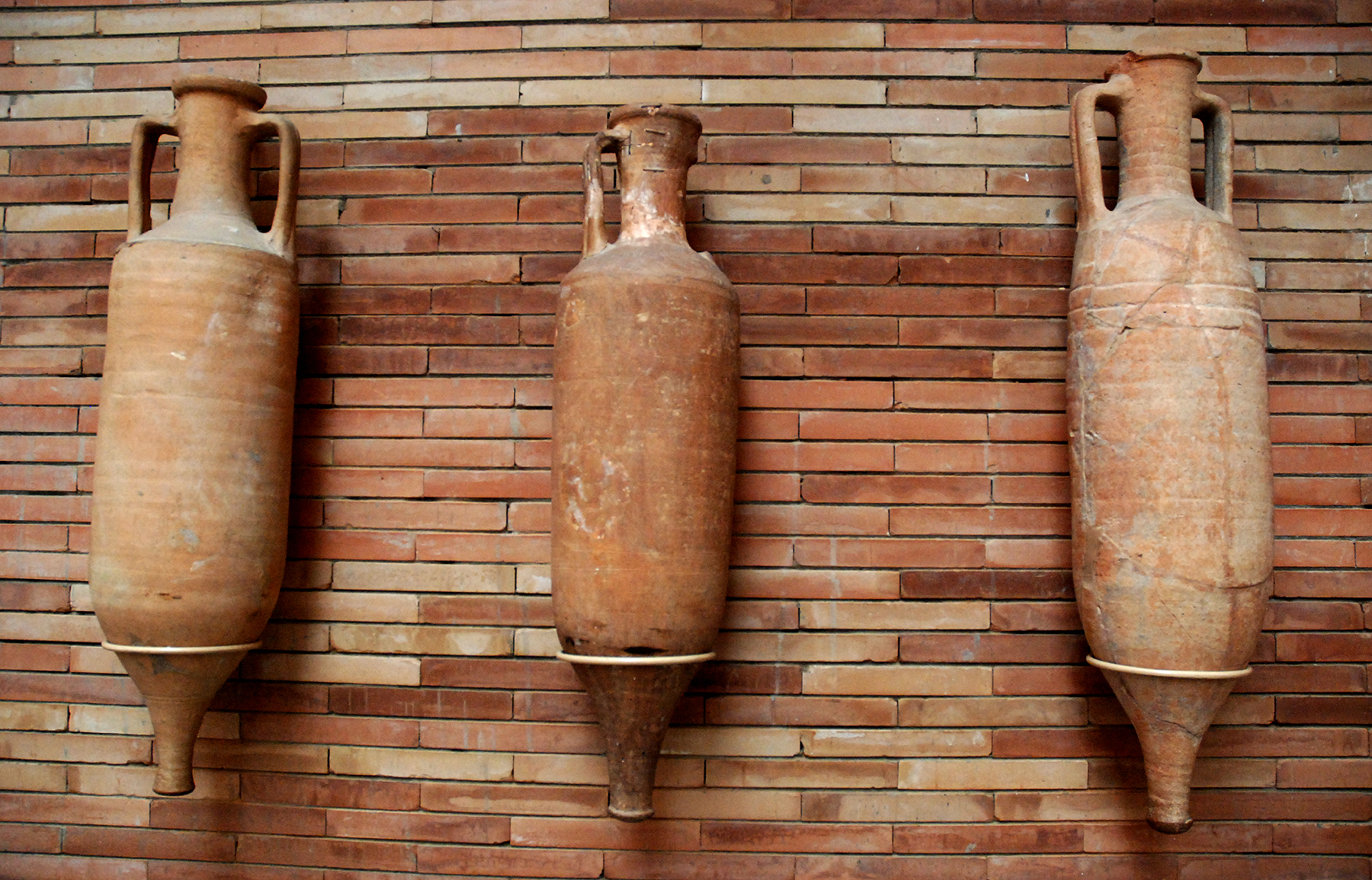
Àmfores romanes.
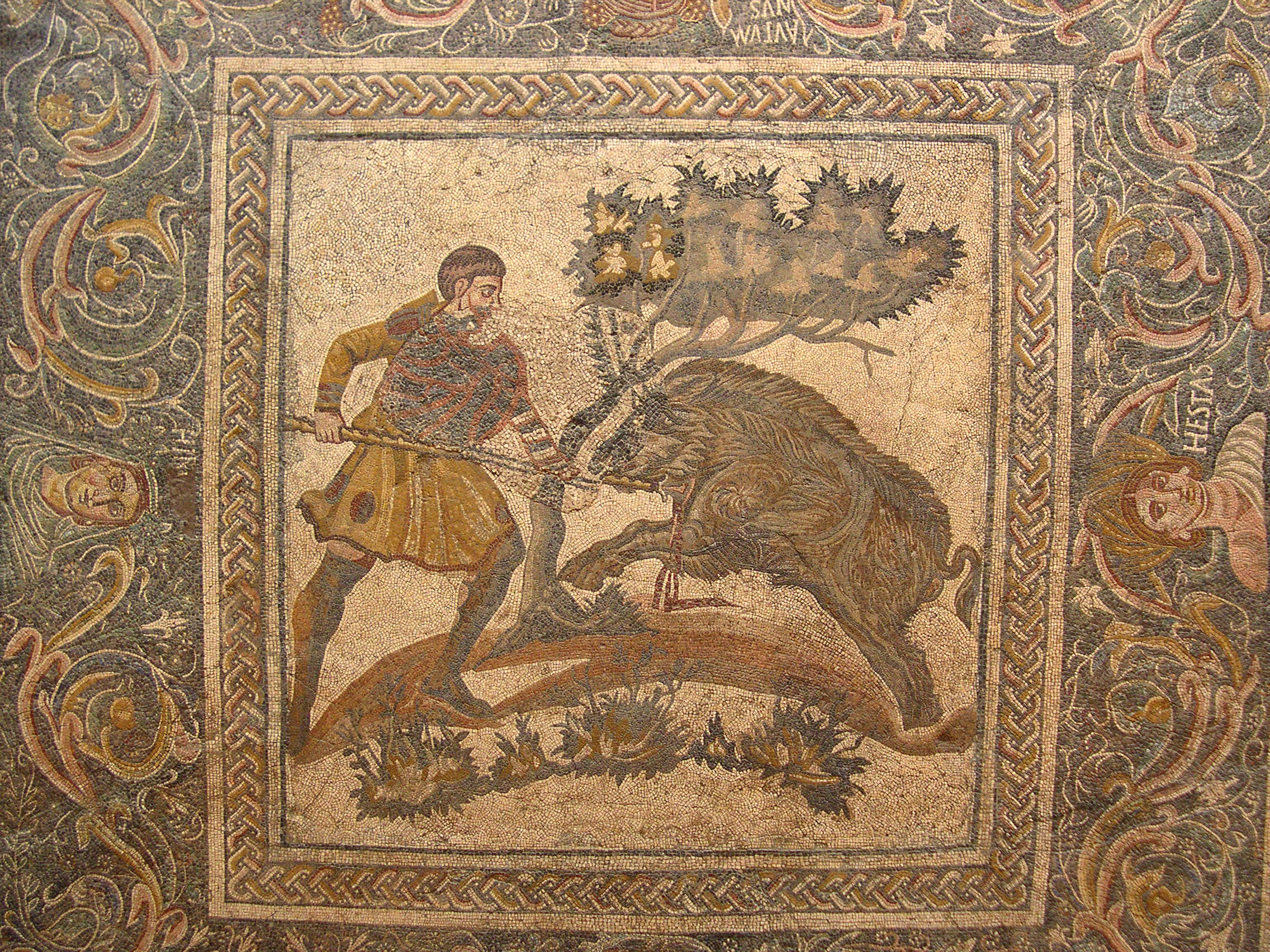
Mosaic de Las Tiendas, amb una escena cinegètica.